# Hernán Aldabe
Hernán Antonio Aldabe (Buenos Aires, Argentina, 12 de enero de 1929 - Canasvieiras, Brasil, 1 de marzo de 1990) fue un abogado y economista argentino que participó activamente en la vida intelectual del país y ocupó cargos importantes a nivel nacional e internacional. En 1974 ocupó brevemente la presidencia del Banco Central de la República Argentina.

## Biografía
Aldabe nació en Buenos Aires el 12 de enero de 1929, en el seno de una familia de clase media. A los 18 años comenzó a estudiar derecho en la Universidad de Buenos Aires y se recibió de abogado en 3 años. A fines de los años ´50 comenzó a sentir interés por la Economía y las matemáticas. Hizo cursos en la Facultad de Ciencias Económicas y participó en grupos de estudio. En 1961 obtuvo una beca de perfeccionamiento del Consejo Nacional de Investigaciones Científicas y Técnicas de la Argentina CONICET para formarse en el Instituto de Ciencias Económicas Aplicadas de París con un programa de estudios que incluía estadística, modelos económicos y gestión optimizada.
Falleció en la ciudad brasileña de Florianópolis, estado de Santa Catarina.

## Carrera laboral

### En Argentina
Aldabe regresó a Argentina en diciembre de 1963 y se incorporó al recién creado Consejo Nacional de Desarrollo (CONADE) como integrante del equipo que desarrollaba el Primer Plan Nacional de Desarrollo. En aquel momento el país comenzó a sentir escasez de carne vacuna y, para mejor entender este fenómeno, Aldabe diseñó un modelo matemático de simulación de las existencias ganaderas, con el objetivo de prever futuros problemas en el sector. Así se tornó en el primero en utilizar la flamante computadora del Instituto de Cálculo de la Universidad de Buenos Aires para trabajos del CONADE. En paralelo con su actividad en CONADE, fue docente en la Facultad de Derecho de la UBA.
A raíz del golpe militar de 1966, Aldabe, de tendencia socialista, renunció como docente en la Facultad de Derecho y en el CONADE. Junto con su amigo Oscar Altimir pasó a liderar el recién fundado Instituto de Investigaciones Económicas y Financieras de la Confederación General Económica. En 1969, fundó con Altimir, Juan Vital Sourrouille y Alberto Sojit, Consultores Económicos Asociados (CEA). Comenzó también a participar en el Instituto de Desarrollo Económico y Social (IDES) que editaba la revista Desarrollo Económico, para la que escribió varios artículos.
Hacia fines de 1972 tuvo una oferta para dirigir un proyecto PNUD-BID sobre riego en América Latina con sede en Lima.
Con la vuelta del peronismo al gobierno, en 1973, Aldabe fue designado por el ministro de Economía José Ber Gelbard como vicepresidente del Banco Central de la República Argentina (BCRA). Luego de la muerte del presidente Juan Domingo Perón, ocurrida en julio de 1974, pasó a ser, por un breve período, presidente del BCRA. A mediados de 1975, acompañó a Celestino Rodrigo. nuevo Ministro de Economía de María Estela Martínez de Perón como Secretario de Comercio Exterior. Antonio Cafiero, el siguiente Ministro de Economía argentino, lo convocó para ser representante de Argentina en el Banco Interamericano de Desarrollo (BID) en Washington D. C., cargo que ocupó hasta julio de 1977.

### En el extranjero
En 1980 fue designado Gerente del Departamento de Desarrollo Económico y Social (DES) del BID. Cuando, en 1982, estalló la crisis de la deuda externa de América Latina, el departamento se movilizó para analizar el impacto de la crisis en los países de la región. Este trabajo culminó en la publicación en 1985 del informe de progreso económico y social de América Latina y el Caríbe, intitulado Deuda Externa. Crisis y Ajuste.
El informe llegaba a la conclusión de que dicha deuda externa era impagable, lo cual causó alguna incomodidad en el Departamento del Tesoro de los Estados Unidos, pero fue rápidamente seguido por los planes Baker y Brady para aliviar el peso de la deuda.
El BID ofreció a Aldabe el puesto de representante en Brasil, que él rechazó para regresar a Argentina. 

### Asesinato
El 1 de marzo de 1990, mientras se encontraba de vacaciones en Canasvieiras, barrio de Florianópolis, en el sur de Brasil, Aldabe fue asesinado dentro del banco del pueblo, cuando intentó interponerse frente a un grupo de asaltantes. Dejó a su esposa Elinor Rietti, con quien estaba casado desde 1952, y dos hijos, Sara, doctora en Química, y Fermín, doctor en Física.

## Publicaciones
- Aldabe, H. Faena y Existencias de Ganado Vacuno CONADE 1965. Ver también el documento No 294439 del Center for International Affairs de la Universidad de Harvard : The Use of Simulations for Forecasting Changes in the Argentine Cattle Stock (con Willy Van Ryckeghem) 1966.
- Aldabe, H. Desarrollo Industrial y Sector Externo, Económica, 1966 12 (37) p. 59-77
- Aldabe, H. Mercado de Capitales y Nivel de Pobreza : Diagnóstico y Políticas. CEPAL agosto de 1979.
- Aldabe, H. Crédito Bancario de Largo Plazo para las Empresas des Sector Privado, Fundación Carlos Pellegrini, Buenos Aires 1980.